# Ernest Ndjissipou
Ernest Ndjissipou (Bangui, 24 settembre 1972) è un ex maratoneta e mezzofondista centrafricano.

## Biografia
Ha partecipato ai Giochi olimpici di Barcellona 1992, Atlanta 1996 ed Atene 2004 (in questi ultimi anche in qualità di portabandiera nella cerimonia di inaugurazione dei Giochi), nei quali ha rappresentato la Repubblica Centrafricana.
Ha inoltre partecipato nella maratona ai mondiali del 2001 ed a quelli del 2003, ed a cinque edizioni dei mondiali di corsa campestre, nel 1997, nel 1998, nel 2003, nel 2004 e nel 2005, ed a tre edizioni dei mondiali di mezza maratona, nel 2000, nel 2001 e nel 2005, anno nel quale ha anche partecipato alla maratona dei Giochi della Francofonia a Niamey, nella quale si è piazzato in ottava posizione.

## Record nazionali
- Maratona: 2h18'06" ( Parigi, 30 agosto 2003)

## Palmarès
| Anno | Manifestazione             | Sede          | Evento         | Risultato | Prestazione | Note             |
| ---- | -------------------------- | ------------- | -------------- | --------- | ----------- | ---------------- |
| 1992 | Giochi olimpici            | Barcellona    | 5000 m piani   | Batteria  | 14'40"12    |                  |
| 1996 | Giochi olimpici            | Atlanta       | Maratona       | 97º       | 2h35'55"    |                  |
| 1997 | Mondiali di cross          | Torino        | Corsa lunga    | 169º      | 39'11"      |                  |
| 1998 | Mondiali di cross          | Marrakech     | Corsa lunga    | 122º      | 38'52"      |                  |
| 2000 | Mondiali di mezza maratona | Veracruz      | Mezza maratona | 59º       | 1h10'13"    |                  |
| 2001 | Mondiali                   | Edmonton      | Maratona       | 43º       | 2h29'25"    |                  |
| 2001 | Mondiali di mezza maratona | Bristol       | Mezza maratona | 87º       | 1h06'56"    |                  |
| 2003 | Mondiali di cross          | Losanna       | Corsa corta    | 114º      | 12'46"      |                  |
| 2003 | Mondiali                   | Saint-Denis   | Maratona       | 45º       | 2h18'06"    | Record nazionale |
| 2004 | Mondiali di cross          | Bruxelles     | Corsa lunga    | 95º       | 40'04"      |                  |
| 2004 | Giochi olimpici            | Atene         | Maratona       | 44º       | 2h21'23"    |                  |
| 2005 | Mondiali di cross          | Saint-Étienne | Corsa lunga    | dnf       | dnf         |                  |
| 2005 | Mondiali di mezza maratona | Edmonton      | Mezza maratona | 64º       | 1h10'01"    |                  |
| 2005 | Giochi della Francofonia   | Niamey        | Maratona       | 8º        | 2h27'24"    |                  |

## Altre competizioni internazionali
2000
- 49º alla Maratona di Rotterdam ( Rotterdam) - 2h25'27"
- 18º all'Humarathon ( Vitry-sur-Seine) - 1h07'28"

2001
- 10º alla Maratona di La Rochelle ( La Rochelle) - 2h23'28"
- 16º alla Mezza maratona di Montbéliard ( Montbéliard) - 1h05'33"
- Oro alla Mezza maratona di Jarnac ( Jarnac) - 1h09'01"

2002
- 7º alla Maratona di La Rochelle ( La Rochelle) - 2h21'14"
- 8º alla Maratona di Le Havre ( Le Havre) - 2h23'03"

2003
- 6º alla Mezza maratona di La Terre sur Mer ( La Terre sur Mer) - 1h07'21"

2004
- Argento alla Maratona di Lione ( Lione) - 2h18'47"
- Argento alla Maratona di Dunkerque ( Dunkerque) - 2h21'23"
- Oro alla les Boucles des Bords de Seine ( Corbeil-Essonnes) - 1h08'12"

2005
- 4º alla Mont Saint-Michel Marathon ( Mont Saint-Michel) - 2h28'10"
- 13º alla Mezza maratona di Soissons ( Soissons) - 1h1h07'15"

2007
- Oro alla Mezza maratona di Auxerre ( Auxerre) - 1h08'58"